# Референдум о независимости Каталонии в муниципалитете Ареньс-де-Мунт
См. также:: Референдумы о независимости Каталонии (неофициальные).

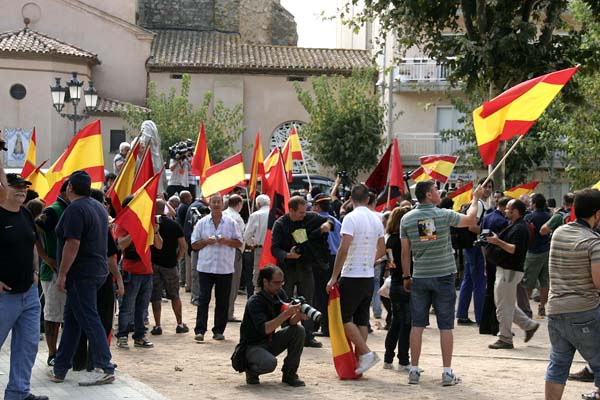
Выступления партии «Фаланга» против каталонского сепаратизма.

Консультати́вный рефере́ндум о незави́симости Катало́нии в муниципалите́те Аре́ньс-де-Мунт (Автоно́мная о́бласть Катало́ния, Испа́ния) — первый в истории каталанских стран местный референдум о независимости Автономной области Каталония (Испания). Референдум состоялся 13 сентября 2009 года в городке Ареньс-де-Мунт, находящемся в комарке Маресме, Автономная область Каталония.
В консультативном референдуме участвовали только жители муниципалитета. Вопрос, на который требуется ответ, был сформулирован следующим образом:
«Согласны ли Вы с тем, чтобы Каталония стала правовым, независимым, демократическим и социально-ориентированным государством, которое бы входило в Европейский Союз?»
Инициатором проведения консультативного референдума стало «Движение муниципалитета Ареньс-де-Мунт за самоопределение» (кат. Moviment Arenyenc per a l'Autodeterminació или сокращенно MAPA).
Проведение в отдельном муниципалитете референдума о независимости одной из автономных областей Испании (а также заинтересованность СМИ в этом, казалось бы, локальном событии) показывает чёткую тенденцию к дальнейшему углублению автономизации стран ЕС (Испания, Бельгия , Великобритания) и потенциально к созданию новых независимых стран на европейском континенте — Каталонии, Страны Басков, Шотландии, Фландрии, возможно Уэльса.

## Назначение референдума
Во время заседания городского совета, который производился 4 июня 2009 года, городская власть поддержала проведение консультативного референдума, предоставив в распоряжение организаторов большую муниципальную залу. С этим решением согласились представители всех политических сил, представленных в городском совете («Левые республиканцы Каталонии», «Конвергенция и Союз», «Кандидаты за народное единство», местное политическое движение «AM2000»), кроме «Социалистической партии Каталонии».
Предварительно председателем счётной комиссии был назначен Агуст Басолса, бывший адвокат. В последний момент был заменен на Антони Кастельо, бывшего главу юридического департамента Жанаралитату Каталонии, поскольку политическая партия, членом которой был предыдущий глава счетной комиссии, официально и недвусмысленно не высказалась по поводу референдума.
Кроме Антони Кастельо в комиссию вошли Алфонсе Лопес-Тена, бывший пресс-секретарь Государственной юридического совета Испании и президент «Окружных исследований по независимости Каталонии», Уриэль Бартран, депутат Парламента Каталонии от «Республиканской левой Каталонии», Жуан Тарда, депутат Парламента Испании от «Республиканской левой Каталонии», Уриол Жункерас, депутат Европейского парламента от этой же политической силы, а также Антони Марпонс, мировой судья муниципалитета.

## Выступления против сепаратизма
После того, как манифестанты из испанской правой партии «Фаланга» выразили протест против проведения консультативного референдума, ими было подано прошение провести демонстрацию протеста в Ареньс-де-Мунт в день проведения голосования.
Министерство внутренних дел Каталонии в лице министра Жуана Сауры позволило проведение демонстрации, однако предупредило, что распустит организацию, если будут столкновения. Фалангистам было запрещено приближаться к зданию муниципалитета ближе, чем на 500 метров. Самую демонстрацию сначала было разрешено провести через неделю после проведения референдума.
Городской совет выразил несогласие с таким решением: дело в том, что в 1979 г. 2 и 3 июня группа фалангистов захватывала городской совет этого муниципалитета.
23 августа фалангисты объявили, что обязательно проведут демонстрацию на улицах Ареньс-де-Мунт против сепаратистского референдума и за единство [Испании].
9 августа Высшим трибуналом юстиции Каталонии было разрешено фалангистам проведение демонстрации в день голосования; в решении было указано, что «проведение демонстрации через неделю [после голосования] фактически равнялось бы её запрету», поскольку это не позволило бы реализовать «гражданскую позицию относительно ответа на волеизъявление граждан». В воззвании трибунала указывалось, что проведение такой демонстрации не создает особо опасную ситуацию.

## Реакция общественности относительно консультативного референдума

### Положительные отзывы
Ключевой фигурой в проведении референдума стал мэр города Ареньс-де-Мунт Карлас Мора. Идея референдума получила широкую поддержку в кругах части каталонских националистов. Официально в поддержку высказалось 86 известных лиц — политиков, общественных деятелей, экономистов и бизнесменов: Паскуаль Марагаль, бывший президент Жанаралитату Каталонии; Жуан Карратеру, советник (министр) правительства Каталонии в 2003—2006 гг.; Жузеп Угет, советник (министр) правительства Каталонии по вопросам новых технологий, высших учебных заведений и бизнеса; Жорди Билбень, известный филолог и историк; Изабел-Клара Симо, известная каталонская писательница и журналист; Мэтью Три, английский писатель и журналист, пишущий каталонском языке; Арнест Банак, президент Парламента Каталонии т. д..

### Негативные отзывы
24 июля 2009 г. партия «Фаланга» (исп. Falange Española y de las JONS) в заявлении против референдума, направленном в Министерство самоуправления Жанаралитату Каталонии, мэрии Ареньс-де-Мунт и правительству Каталонии, отметила, что опрос является «ничем не прикрытым референдумом, направленным на отрыв Каталонии от Испании». В этом заявлении было указано, что жители Ареньс-де-Мунт имеют право высказываться только по вопросам, входящим в компетенцию этого муниципалитета.
Политические партии «Граждане - Гражданская партия», «Народная партия Испании», «Испанская социалистическая рабочая партия» и «Социалистическая партия Каталонии», за исключением нескольких своих представителей, вместе с широкими общественными кругами Испании, выступили против референдума и поддержали судебные решения, которые отменяли политическую поддержку муниципалитета Ареньс-де-Мунт.
Мэр Барселоны Жорди Эреу (кат. Jordi Hereu) назвал внимание к референдуму «слишком высоким», а сам референдум назвал «таким, который не будет иметь никаких конкретных последствий».
Испанский телевизионный канал «Intereconomía TV» сделал репортаж со скрытой камерой из кабинета, где собирались организаторы референдума, в котором критиковал проведения мероприятия.

## 13 сентября — день референдума
В день проведения референдума было решено перенести голосование в здание «Центр Муралов», которое находится рядом с мэрией, поскольку по решению суда проведение референдума в помещении мэрии было запрещено.
В город приехали более 300 журналистов не только из Европы, но и Северной и Южной Америки.
В новостях канала «Telemadrid» было сказано, что корреспондента канала Берту Кералт (кат. Berta Queralt) окружила агрессивно настроенная толпа каталонских националистов, поэтому этот канал не смог провести прямую трансляцию события.
В 14:00 проголосовало 25,97 % избирателей (1.693 человека), в 18:00 — 2.309 человек (35,44 %), на момент закрытия участка — 40,99 % (2.671 человек).

## Результаты референдума
| Консультативный референдум о независимости Каталонии 13 сентября 2009 | Консультативный референдум о независимости Каталонии 13 сентября 2009 | Консультативный референдум о независимости Каталонии 13 сентября 2009 | Консультативный референдум о независимости Каталонии 13 сентября 2009 | Консультативный референдум о независимости Каталонии 13 сентября 2009 |
| Ответы                                                                | Ответы                                                                | Избиратели                                                            | Процент                                                               |                                                                       |
| --------------------------------------------------------------------- | --------------------------------------------------------------------- | --------------------------------------------------------------------- | --------------------------------------------------------------------- | --------------------------------------------------------------------- |
| Да                                                                    | Да                                                                    | 2.569                                                                 | 96,2 %                                                                |                                                                       |
| Нет                                                                   | Нет                                                                   | 61                                                                    | 2,3 %                                                                 |                                                                       |
| Не определились                                                       | Не определились                                                       | 29                                                                    | 1,1 %                                                                 |                                                                       |
| Учтенные бюллетени                                                    | Учтенные бюллетени                                                    | 2.659                                                                 | 99,6%                                                                 |                                                                       |
| Неучтенные бюллетени                                                  | Неучтенные бюллетени                                                  | 12                                                                    | 0,4%                                                                  |                                                                       |
| Общее количество бюллетеней                                           | Общее количество бюллетеней                                           | 2.671                                                                 | 100%                                                                  |                                                                       |
| Процент принявших участие в голосовании                               | Процент принявших участие в голосовании                               | 41,0%                                                                 | 41,0%                                                                 |                                                                       |
| Общее количество избирателей                                          | Общее количество избирателей                                          | 6.517                                                                 | 6.517                                                                 |                                                                       |
| С веб-сайтов: «Nació digital.cat», «Llibertat.cat», «3cat24.cat»      |                                                                       |                                                                       |                                                                       |                                                                       |

## Реакция общественности на результаты консультативного референдума
«Республиканские левые Каталонии» заявили о том, что будут инициировать такого рода референдумы на территории других муниципалитетов.
«Конвергенция и Союз» заявила, что не будет инициировать таких референдумов, но будет учитывать их результаты.
«Социалистическая партия Каталонии» отметила, что этот и подобные референдумы осложнят защиту действующего Устава Каталонии, его будут пытаться подвергнуть ревизии.
Министр обороны Испании Карме Чакон, говоря о референдуме, сравнила борцов за независимость Каталонии с фашистами.
«Народная партия Испании» заявила, что «Ареньс-де-Мунт не представляет собой настоящую Каталонию».
Председатель партия «Граждане - Гражданская партия» Албери Рибера заявил, что «референдум является надругательством над всеми правилами демократии».
Паскуаль Марагаль, бывший президент Жанаралитату Каталонии, охарактеризовал референдум как «праздник каталонских националистов».